# Leigh Stephens
Leigh Stephens je americký kytarista a skladatel, nejvíce známý jako zakládající člen kalifornské rockové skupiny Blue Cheer, se kterou nahrál alba Vincebus Eruptum a Outsideinside. Kapelu opustil v roce 1968 a brzy založil skupinu Silver Metre, která vydala jediné eponymní album. Počátkem sedmdesátých let působil ve skupině Pilot, která rovněž vydala jen jedno eponymní album. Již v roce 1969 vydal své první sólové album Red Weather. Druhá deska, na níž hráli mj. členové kapely Pilot a trio Ashton, Gardner and Dyke, vyšla v roce 1971 pod názvem And a Cast of Thousands. Později hrál v několika dalších kapelách a v roce 2013 vydal další sólové album A Rocket Down Falcon Street. Časopis Rolling Stone jej zařadil na 98. příčku žebříčku 100 nejlepších kytaristů všech dob.